# Anguilla mossambica
Anguilla mossambica (вугор довгоперий африканський) — вид вугреподібних риб роду Прісноводний вугор (Anguilla).

## Поширення
Цей тропічний вугор поширений у річках Східної Африки. Ареал простягується від Кенії до мису Голковий (ПАР). Вид поширений також на Мадагаскарі та островах Індійського океану.

## Опис
В середньому сягає 120 см завдовжки, максимально - 150 см. Максимальна зареєстрована вага - 0,75 кг.

## Спосіб життя
Вугрі проводять більшу частину свого життя в прісній воді, воліючи жити між камінням у прозорих, швидких струмках, але мігрують до океану, щоб розмножуватися.